# Aleurodiscus cerussatus
Aleurodiscus cerussatus är en svampart som först beskrevs av Giacopo Bresàdola, och fick sitt nu gällande namn av Höhn. & Litsch. 1907. Aleurodiscus cerussatus ingår i släktet Aleurodiscus och familjen Stereaceae.   Inga underarter finns listade i Catalogue of Life.
I den svenska databasen Dyntaxa används istället namnet Acanthophysium cerussatum för samma taxon.  Arten är reproducerande i Sverige.